# Sherborn
Sherborn – miasto w Stanach Zjednoczonych, w stanie Massachusetts, w hrabstwie Middlesex.